# Nižný Čaj
Nižný Čaj é um município da Eslováquia, situado no distrito de Košice-okolie, na região de Košice. Tem 2,95 km² de área e sua população em 2018 foi estimada em 270 habitantes.

## Demografia
| Ano:        | 1994 | 2004    | 2014   | 2024   |
| ----------- | ---- | ------- | ------ | ------ |
| Broj ljudi: | 247  | 272     | 275    | 288    |
| Razlika:    |      | +10,12% | +1,10% | +4,72% |

| Ano:               | 2023 | 2024 |
| ------------------ | ---- | ---- |
| Número de pessoas: | 288  | 288  |
| Diferença:         |      | +0%  |